# 총각무

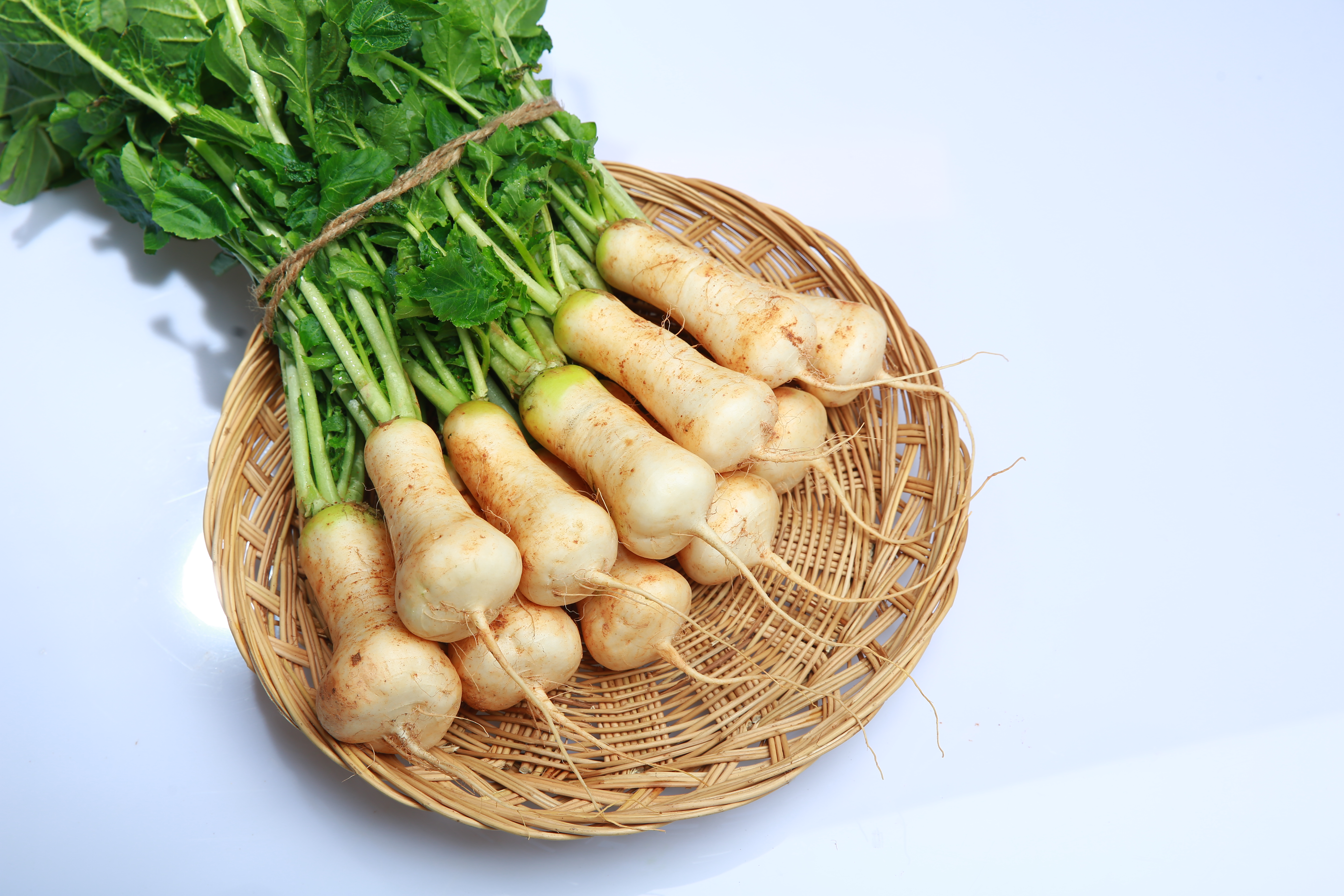
총각무의 모습.

총각무는 무의 일종이다. 알타리무로도 부른다. 뿌리가 잔 무로, 무청째로 김치를 담근다. 또한 총각무는 총각무의 뿌리줄기가 2~3 cm, 뿌리 길이가 8~9 cm, 무게 60~80 g 정도이다.

## 사진

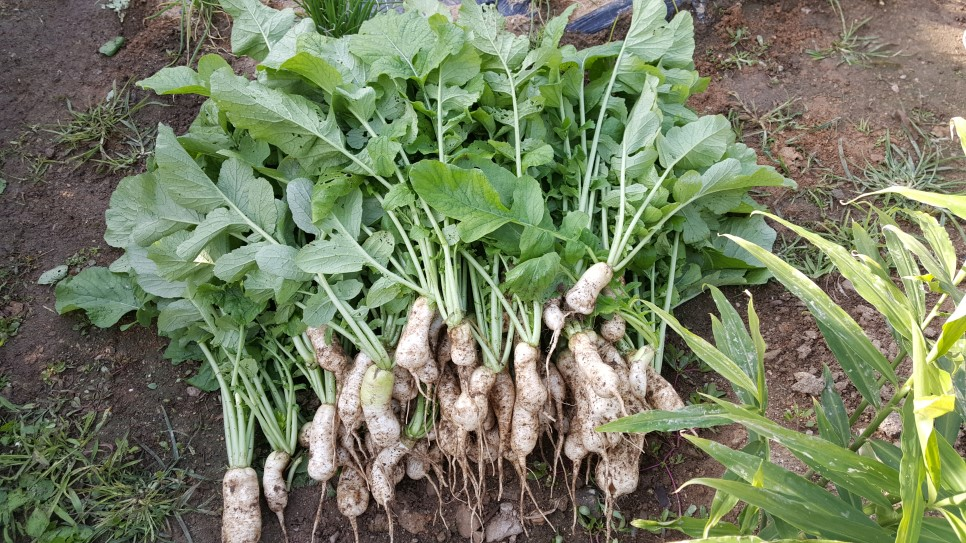
총각무
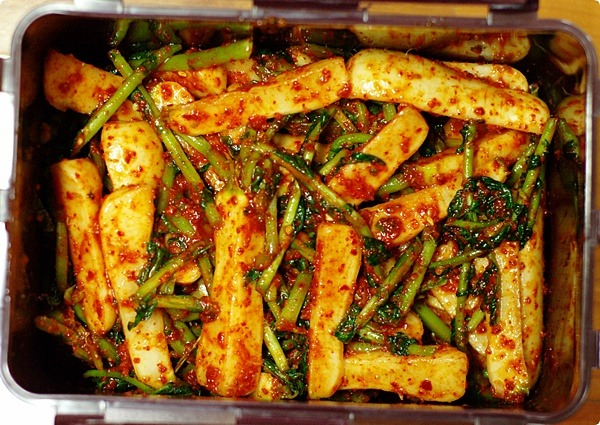
총각무로 담근 총각김치

## 같이 보기
- 게걸무
- 보르도무
- 비트
- 래디시
- 사탕무
- 순무
- 열무
- 왜무
- 조선무
- 청피홍심무
- 초롱무
- 콜라비